# Gold Bar
Gold Bar est une ville du comté de Snohomish dans l'État de Washington.
La ville a été fondée par des prospecteurs d'or en 1889.
En 2012 elle a dû faire face à des problèmes financiers, et a envisagé de demander à perdre le statut de ville incorporée pour éviter la faillite.
La population était de 2 075 habitants en 2010.